# Мангут (Омская область)
Мангу́т — село в Называевском районе Омской области, центр Мангутского сельского поселения.

## История
Село было основано в 1910 году, при строительстве Транссиба.

## Население
| 2002 | 2010  |
| ---- | ----- |
| 1361 | ↘1149 |

## Инфраструктура
В селе действует школа, в 2013 году открылся детский сад, имеется больница, пост МЧС, СберБанк, Дом Культуры. Через село проходит Транссибирская железнодорожная магистраль, большая часть населения работает на железной дороге. В селе находится Мангутский заказник регионального значения.